# 日本共産党第16回大会
日本共産党第16回大会は1982年（昭和57年）7月27日から7月31日まで開かれた日本共産党の党大会。

## 概要
- この会議では中央委員会名誉議長のポストが新設され、野坂参三が就任した。後任の中央委員会議長には宮本顕治が就任、後任の中央委員会幹部会委員長には不破哲三が就任した。

## 選出された中央委員会
- 中央委員会議長：宮本顕治
- 中央委員会幹部会委員長：不破哲三
- 中央委員会書記局長：金子満広
- 幹部会副委員長：上田耕一郎、戎谷春松、瀬長亀次郎、西沢富夫、村上弘